# Rubídium-jodát
A rubídium-jodát a jódsav rubídiumsója képlete RbIO3.

## Előállítása
A rubídium-jodátot sztöchiometrikus mennyiségű rubídium-karbonát és jódsav reakciójával állítják elő:
{\displaystyle \mathrm {Rb_{2}CO_{3}+I_{2}O_{5}\ \longrightarrow \ RbIO_{4}+2\ RbCl+H_{2}O} }
{\displaystyle \mathrm {Rb_{2}CO_{3}+I_{2}O_{5}\longrightarrow 2\ RbIO_{3}+CO_{2}\uparrow } }

## Tulajdonságai
Kristályai köbösek tércsoport: R3m. Rács paraméterei:  a = 641.3 pm és c = 789.2 pm, elemi cellája három atomot tartalmaz. Könnyen oldódik sósavban, oldata sárga.
Hevítés hatására rubídium-jodidra és oxigénre bomlik:
{\displaystyle \mathrm {2\ RbIO_{3}\longrightarrow 2\ RbI+3\ O_{2}\uparrow } }
Ha klórt adnak a rubídium-jodát és a rubídium-hidroxid forró, tömény oldatához akkor rubídium-perjodát, rubídium-klorid és víz keletkezik:
{\displaystyle \mathrm {RbIO_{3}+2\ RbOH+Cl_{2}\longrightarrow RbIO_{4}+2\ RbCl+H_{2}O} }
Rubídium-jodát és hidrogén-fluorid reakciójakor rombos kristályszerkezetű rubídium-difluor-jodát keletkezik:
{\displaystyle \mathrm {RbIO_{3}+2\ HF\longrightarrow 2\ RbF_{2}IO_{2}+H_{2}O} }

## Fordítás
Ez a szócikk részben vagy egészben  a   Rubidiumiodat című német Wikipédia-szócikk fordításán alapul.  Az eredeti cikk szerkesztőit annak laptörténete sorolja fel. Ez a jelzés csupán a megfogalmazás eredetét és a szerzői jogokat jelzi, nem szolgál a cikkben szereplő információk forrásmegjelöléseként.